# Río Sújona
El río Sújona (en ruso: Су́хона también transcrito como Sukhona, Suchona o Suhona) es un río de la Rusia europea, una de las fuentes del Dviná Septentrional. Tiene una longitud de 558 km y drena una cuenca hidrográfica de 50 300 km². El río discurre por el óblast de Vólogda de Rusia.

## Geografía

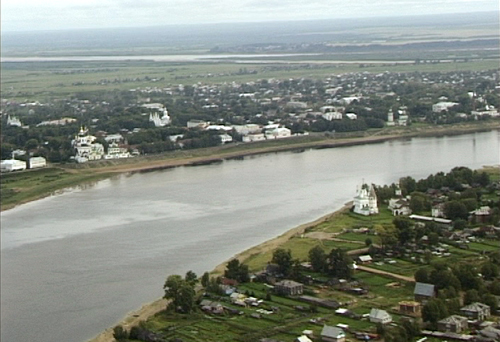
El río Sújona en Veliki Ústiug, cerca de la confluencia con el río Yug.

El río Sújona nace en el lago Kúbenskoye (407 km²), localizado en la parte meridional del óblast de Vólogda. (Desde 1828, el lago ha sido parte de la vía navegable Volga-Báltico, el enlace entre la cuenca del Volga y el Dviná Septentrional; el extremo oriental del canal del Dviná se encuentra en el extremo noroeste del lago; en 1917, se construyó una presa en la salida del río Sújona y el lago paso a convertirse en un embalse.)
El río Sújona discurre en el primer tramo en dirección sureste, atravesando la ciudad de Sokol (43 042 hab. en 2002). A partir de aquí se encamina cada vez más hacia el este, bañando Susjskoe y Uvarovica. Poco a poco se encamina hacia el noreste, en una región muy llana y con muchos humedales , en la que atraviesa primero la ciudad de Totma (10 531 hab.), y sigue luego por las más pequeñas Kamcuga, Njuksenica, Poldarsa, Lodejka y finalmente Veliki Ústiug (33 419 hab.). Aquí  el río se une al río Yug, por su derecha, para dar nacimiento al río Dvina Septentrional.
El río Sújona, como la mayoría de los ríos rusos, permanece helado un largo período, habitualmente de finales de octubre/noviembre hasta  finales de abril/ principios de mayo. En la época estival el río, pese al clima frío y lluvioso, lleva mucha menos agua. El promedio anual del caudal, a una corta distancia de la boca, es de 456 m³/s, pero con unos extremos que pueden fluctuar entre 18 y 6500 m³/s. 
Los afluentes más importantes del Sújona son los ríos Uftjuga (134 km y una cuenca de 2360 km²), Leza (178 km y una cuenca de 3550 km²) y Vólogda (155 km y una cuenca de 3030 m²). La cuenca del río está conectada por vías navegables con el mar Báltico, el mar Blanco y al río Volga.